# 미셸 술레이만

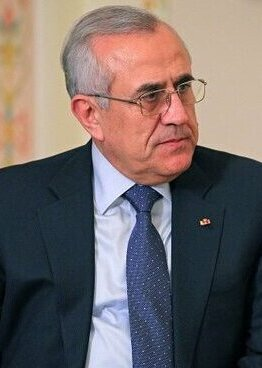
미셸 술레이만

미셸 술레이만 (1948년 11월 21일 ~ ,아랍어: ميشال سليمان)은 레바논의 대통령이다. 2008년 5월 25일에 레바논 의회에서 열린 투표에서 전체 득표 중 118표를 얻어 대통령으로 당선되었다. 대통령으로 당선되기 전에 레바논 군대의 참모총장을 역임하면서 군의 중립을 지켜내어 내전 위기를 넘기는데 큰 역할을 했다는 평가를 받고있다.
미셸 술레이만은 1948년 레바논, 암쉬트에서 태어났다. 1967년에 레바논 군대에 입대했으며, 1970년에 소위로서 군사학교를 졸업했다. 레바논 대학교에서 정치와 행정학을 전공했으며, 모국어인 아랍어는 물론 프랑스어, 영어를 능숙하게 구사할 수 있다.

## 역대 선거 결과
| 선거명      | 직책명          | 대수 | 정당   | 득표율 | 득표수 | 결과 | 당락 |
| ----------- | --------------- | ---- | ------ | ------ | ------ | ---- | ---- |
| 2008년 선거 | 레바논의 대통령 | 12대 | 무소속 | 92.19% | 118표  | 1위  |      |